# Judo na Światowych Wojskowych Igrzyskach Sportowych 2019
Zawody w judo na 7. Światowych Wojskowych Igrzyskach Sportowych w Wuhanie rozegrane zostały w dniach 19–22 października 2019 podczas światowych igrzysk wojskowych. Reprezentanci Polski zdobyli 5 brązowe medale. Najwięcej medali zdobyli zawodnicy Chin (5 złote, 2 srebrnych oraz 2 brązowe). Zawody zostały rozegrane na hali Wuhan University of Technology Gymnasium.
Zawody były równocześnie traktowane jako 39 Wojskowe Mistrzostwa Świata w judo.

## Harmonogram
| Październik 2019 | 18 Pt | 19 So | 20 Nd | 21 Pn | 22 Wt | 23 Śr | 24 Cz |
| ---------------- | ----- | ----- | ----- | ----- | ----- | ----- | ----- |
| Judo             |       | 7     | 7     |       | 2     |       |       |

|  | Kwalifikacje |  | Finał (ilość) |

## Kategorie wagowe
Kobiety i mężczyźni podczas światowych igrzysk wojskowych w Wuhan rozgrywali w dniu 22 października turnieje drużynowe.
| - ekstralekka – 60 kg - półlekka – 66 kg - lekka – 73 kg - półśrednia – 81 kg - średnia – 90 kg - półciężka – 100 kg - ciężka – + 100 kg | - ekstralekka – 48 kg - półlekka – 52 kg - lekka – 57 kg - półśrednia – 63 kg - średnia – 70 kg - półciężka – 78 kg - ciężka – + 78 kg |

## Rezultaty

### Mężczyźni
| Kat. wagowa             | Złoto | Srebro | Brąz |
| Kat. wagowa             | Reprezentacja / Zawodnik | Reprezentacja / Zawodnik | Reprezentacja / Zawodnik |
| Waga ekstralekka −60 kg | Kim Won-jin | Vincent Limare | Sukhrob Boqiev Enchtajwany Ariunbold |
| Waga półlekka −66 kg    | Artyom Szturbabin | Mukhriddin Tillovov | Jeong Yong-uk Erkhembaya Battogtokh |
| Waga lekka −73 kg       | Hikmatilloh Turayev | Sai Yinjirigala | Andrea Gismodo Armen Agaian |
| Waga półśrednia −81 kg  | Iwajło Iwanow | Andrea Regis | Hidayət Heydərov Lee Sung-ho |
| Waga średnia −90 kg     | Michaił Igolnikow | Jung Won-joon | Piotr Kuczera Məmmədəli Mehdiyev |
| Waga półciężka −100 kg  | Daniel Mukete | Cedric Olivar | Nijaz Iljasow Leonardo Gonçalves |
| Waga ciężka +100 kg     | Inał Tasojew | Bekmurod Oltiboyev | Anton Braczew David Moura |
| Drużynowo               | Rosja · Obid Dzhebow, · Islam Chametow, · Armen Agaian, · Aslan Łappinagow, · Alan Kubiecow, · Michaił Igolnikow, · Inał Tasojew, · Anton Braczew | Brazylia · Charles Chibana, · Eric Takabatake, · Eduardo Katsuhiro, · Eduardo Judy, · Eduardo Bettoni, · Rafael Macedo, · David Moura, · Leonardo Gonçalves | Korea Południowa · Kim Won-jin, · Kim Kyeng-hoon, · Kim Seong-jun, · Jeong Yong-uk, · Jung Won-joon, · Lee Heon-jong, · Lee Sung-ho, · Mun Kyu-joon Francja · Alister la Rocca, · Quentin Joubert, · Kevin Czernik, · Joseph Terhec, · Cedric Olivar |

### Kobiety
| Kat. wagowa             | Złoto                                                                                              | Srebro | Brąz |
| Kat. wagowa             | Reprezentacja / Zawodniczka                                                                        | Reprezentacja / Zawodniczka | Reprezentacja / Zawodniczka |
| Waga ekstralekka −48 kg | Chen Chen                                                                                          | Irina Dołgowa | Li Jing Jon Yu Sun |
| Waga półlekka −52 kg    | Huang Liru                                                                                         | Lan Yu | Diyora Keldiyorova Coraline Tabellion |
| Waga lekka −57 kg       | Rafaela Silva                                                                                      | Andreea Chițu | Arleta Podolak Maria Skora |
| Waga półśrednia −63 kg  | Tang Jing                                                                                          | Kamila Badurowa | Ri Pok-hyang Darja Dawydowa |
| Waga średnia −70 kg     | Alena Prokopenko                                                                                   | Alessandra Prosdocimo | Eliza Wróblewska Gulnoza Matniyazova |
| Waga półciężka −78 kg   | Klara Apotekar                                                                                     | Evelin Salánki | Beata Pacut Vanessa Dureau |
| Waga ciężka +78 kg      | Wang Yan                                                                                           | Anamari Velenesk | Li Yang Beatriz Souza |
| Drużynowo               | Chiny · Lan Yu, · Chen Chen, · Li Jing, · Huang Liru, · Tang Jing, · Yan Zi, · Li Yang, · Wang Yan | Francja · Marion Chaarre, · Coraline Marcus Tabellioni, · Maryline Loius Sydney, · Cloe Yvin, · Marie Moulin, · Sylvanie Brisson, · Vanessa Dureau, · Julia Tolofua | Polska · Kinga Kubicka · Karolina Pieńkowska · Arleta Podolak · Anna Borowska · Agata Ozdoba-Błach · Karolina Tałach-Gast · Eliza Wróblewska · Daria Pogorzelec · Beata Pacut Brazylia · Larissa Pimenta, · Eleudis Valentim, · Gabriela Chibana, · Tamires da Silva, · Rafaela Silva, · Alexia Castilhos, · Ellen Santana, · Beatriz Souza, · Samanta Soares |

## Klasyfikacja medalowa
* Organizator zawodów został zaznaczony tym kolorem, Polskę oznaczono tekstem pogrubionym. 
| Miejsce            | Reprezentacja      | Złoto | Srebro | Brąz | Razem |
| ------------------ | ------------------ | ----- | ------ | ---- | ----- |
| 1                  | Chiny *            | 5     | 2      | 2    | 9     |
| 2                  | Rosja              | 4     | 2      | 4    | 10    |
| 3                  | Uzbekistan         | 2     | 2      | 2    | 6     |
| 4                  | Brazylia           | 1     | 1      | 4    | 6     |
| 5                  | Korea Południowa   | 1     | 1      | 3    | 4     |
| 6                  | Słowenia           | 1     | 1      | 0    | 2     |
| 7                  | Białoruś           | 1     | 0      | 0    | 1     |
| 7                  | Bułgaria           | 1     | 0      | 0    | 1     |
| 9                  | Francja            | 0     | 3      | 3    | 6     |
| 10                 | Włochy             | 0     | 2      | 1    | 3     |
| 11                 | Rumunia            | 0     | 1      | 0    | 1     |
| 11                 | Węgry              | 0     | 1      | 0    | 1     |
| 13                 | Polska             | 0     | 0v     | 5    | 5     |
| 14                 | Azerbejdżan        | 0     | 0      | 2    | 2     |
| 14                 | Mongolia           | 0     | 0      | 2    | 2     |
| 14                 | Korea Północna     | 0     | 0      | 2    | 2     |
| 17                 | Bahrajn            | 0     | 0      | 1    | 1     |
| 17                 | Ukraina            | 0     | 0      | 1    | 1     |
| Ogółem (18 państw) | Ogółem (18 państw) | 16    | 16     | 32   | 64    |

Źródło